# Massimiliano Salini
Massimiliano Salini (nascido em 11 de março de 1973 em Soresina) é um político italiano.
Em 2014, concorreu às eleições europeias no círculo eleitoral do Noroeste da Itália na lista do Novo Centro-Direita - União do Centrou; com 27.000 votos, ele foi o primeiro dos não eleitos. Em 2014 tornou-se MEP substituindo Maurizio Lupi. Em 2019 foi reeleito MEP na lista da Forza Italia.